# Frans Van Hoorenbeek
Frans Van Hoorenbeek was een Belgisch touwtrekker.

## Levensloop
Van Hoorenbeek maakte deel uit van het Belgisch touwtrekteam dat deelnam aan de Olympische Zomerspelen van 1920 te Antwerpen. Hij behaalde er met de nationale ploeg een bronzen medaille.
Van Hoorenbeek was aangesloten bij Tubantia Atletiekclub.